# Рудніцький Ігор Костянтинович
І́гор Костянти́нович Рудні́цький — солдат резерву Збройних сил України. Основне місце дислокації військової частини — Житомирська область.

## Нагороди
15 липня 2014 року — за особисту мужність і героїзм, виявлені у захисті державного суверенітету та територіальної цілісності України, вірність військовій присязі під час російсько-української війни, відзначений — нагороджений орденом «За мужність» III ступеня.